# 祖父母

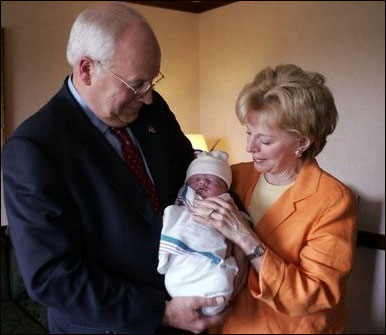
ディック・チェイニーとリン・チェイニー夫妻は、写真中央の赤ん坊にとって祖父母にあたる

祖父母（そふぼ）は、ある人からみて親の親にあたる、祖父と祖母の総称。2親等の直系尊属。
一般的に、ある人にとっての祖父母は、父方の祖父、父方の祖母、母方の祖父、母方の祖母の合わせて4人がいるが、このうち母方の祖父母を外祖父（がいそふ）、外祖母（がいそぼ）と言い分けることがある。日本の歴史においては、有力な貴族などが娘を天皇に嫁がせ、その子が天皇として即位すると外祖父となり、外戚の中でも特に大きな権力を握ることがしばしばあった。
また、配偶者の直系尊属を自身の直系尊属に準じるものと見なす場合や、親子関係に養子縁組によるものが含まれる場合を考慮すると、対象者は、配偶者の親の親、自分の養親の親、自分の親の養親、配偶者の養親の親、配偶者の親の養親なども含まれることになる。このうち、姻族である、配偶者の親の親は義祖父（ぎそふ）、義祖母（ぎそぼ）とも、大舅（おおじゅうと）、大姑（おおじゅうとめ）ともいう。また、養子縁組（養孫縁組）により入った家の祖父母を、養祖父（ようそふ）、養祖母（ようそぼ）と言い分けることもある。

## 祖父母の育児への関わり
祖父母による育児への関与は拡大する傾向にある。2007年以降、アメリカ合衆国の子どもたちのおよそ3分の1は、両親と祖父母のいずれかひとり以上とともに居住している。こうした世帯の、およそ67%は、祖父母のひとり以上によって家事が担われている。同様に、ヨーロッパの11カ国を対象とした統計によれば、祖父母の40%以上は、孫の親が不在の状況で孫の育児をしている。イギリスでは、16歳未満の孫をもつ祖父母の63%ほどが、育児に携わっている。東洋でも、祖父母の育児への関わりは一般的である。例えば、香港では、祖父母の48%が育児を行なっているとされている。中国では、45歳以上の祖父母のうち、58%ほどが育児に関わっている。シンガポールでは、0歳から3歳までの乳幼児の40%は、祖父母によって育児されており、この比率は上昇傾向にある。大韓民国では、6歳未満の子どもたちの53%が祖父母に育児されている。このように、祖父母が孫たちの育児をすることは、世界的に広まった現象となっている。
祖父母の育児への関わりが広まった背景にはいくつもの理由がある。第一に、平均余命が伸びた一方で、出生率が下がったことがある。つまり、子どもたちの成長期に、育児に参加できる祖父母が健在である例が増えたのである。加えて、出生率が下がったことで、祖父母たちは、より少ない数の孫に意識と資源を注げるようになった。第二に、かつてよりも多くの母親たちが労働力として外で働くようになっており、育児の負担を誰かが担う必要が生じていることがある。例えば、香港では、55%の祖父母たちは、孫の両親が働きにでなければならないため、孫の育児を担っているという。大韓民国では、働く母親の53%が、自分の両親に育児をしてもらっているという。
祖父母の関わり方の程度は、社会福祉政策など、社会的な文脈によっても異なってくる。例えば、スウェーデンやデンマークなどのヨーロッパ諸国においては、公的な育児支援が広く整備されており、祖父母が育児に関わる度合いは抑えられている。これとは対照的に、同じヨーロッパでもスペインやイタリアなど、公的な育児支援が限られ、福祉関係の仕事の報酬が低い国々においては、祖父母が育児に関わる度合いは大きくなる。シンガポールでは、祖父母が育児に関わることへの税負担の軽減措置が2004年に導入され、12歳以下の子どもをもつシンガポール市民の共働き世帯が、子どもの育児を雇用されていない祖父母に委ねた場合に、3,000シンガポール・ドルの税控除を受けられることになった。

## 祖父母の関与の諸類型
祖父母の関与には、同居していない祖父母、同居している祖父母、家事を担う祖父母、保護者となっている祖父母など、様々な類型がある。
- 同居していない祖父母：孫たちと同居はしていないが、育児に関わり[25][26]、保育園、幼稚園や学校などからの下校を迎えにゆくなどする。
- 同居している祖父母：孫たちや、その両親と同居している祖父母。この類型の世帯は三世代世帯 (three-generational households) と称される[25]。2010年アメリカ合衆国国勢調査（英語版）、アメリカン・コミュニティ・サーベイ（英語版） (ACS)、人口動態調査 (アメリカ合衆国)（英語版） (CPS)、社会保障受給調査（英語版） (SIPP) などのデータによれば、同居している祖父母は、貧困状態にあったり、病気や障害を抱えている確率が比較的高い[17]。
- 家事を担う祖父母：おもに祖父母が家事を担っている世帯もある。このような世帯では、父母のいずれかがいない場合もあるが、揃っている場合もある[17]。アメリカ合衆国では、祖父母が家事を担っている世帯の子どもの33%は父母が世帯におらず、30%は父母のいずれか一方ないし両方に加えて祖母が同居している[17]。
- 保護者となっている祖父母：孫の両親がいない世帯において、保護者となって孫たちを育てている祖父母もいる。この類型の関与は、エスニック・マイノリティの集団において一般的になっている[27]。例えば、アメリカ合衆国において孫の親権をもっている祖父母のおよそ50%は、エスニック・マイノリティの集団に属している[28]。一般的に、祖父母が育児の主たる役割を担う理由は多様であり、孫たちがその両親からネグレクトなり虐待を受けている場合や、両親が薬物依存症やアルコール依存症に陥っている場合、仕事の都合で離れ離れになる場合、死別、収監や召集により両親がいなくなる場合などがある。場合によっては、祖父母が親権をもっていても、両親が子どもたちと接触を続けることもある[25][26]。

## 祖父母の育児参加が子どもの成長に与える影響
子どもの成長において、祖父母が果たす役割には様々なものがある。祖父母は、園や学校への送迎や、食事などの準備といった実際的な役割の担って支えとなるだけでなく、感情面での支えにもなる。さらに、祖父母は、両親による虐待、経済的困窮、ひとり親世帯など、否定的な影響を環境から受けている子どもたちを、保護する。祖父母は、子どもたちを支えるだけでなく、学校の宿題を手伝ったり、社会的に重要な様々な価値観を教えたりすることもできる。
祖父母は、子どもの発達に、肯定的な影響を与えることも、否定的な影響を及ぼすこともあり得る。従前の研究が示唆するところでは、祖父母と親密な関係のある子どもや思春期の青年は、より幸福な状態にあり、感情面の問題を抱えることが少なく、問題行動も少ない傾向があるとされる。そうした子どもたちは、学習にも熱心であり、他人への思いやりにも長けている傾向がある。しかし、他方では、祖父母の育児への関与が、多動など、子ども集団の中での問題行動と関連があることを示唆する研究結果も出ている。言い換えれば、祖父母に育児されている子どもたちは、より多くの人間関係上の問題を抱え得るということになる。また、祖父母に育児されている子どもたちは、肥満など健康面で他の子どもたちより劣る傾向があり、安全への意識が低く、怪我をすることも多い。

## 育児参加が祖父母に与える影響
孫たちの面倒を見るという務めは、時として、常にエネルギーと時間を投じ続けることが求められる、極めて重い負担となり、子育てに関わる祖父母たちの身体的、精神的健康に、否定的な影響を及ぼすことがある。例えば、育児は、通院の機会を奪うなど、祖父母たちが自分たちの健康管理に投じる時間を削減する。このため、祖父母たちは身体的健康問題を抱えるおそれが大きくなる。アメリカ合衆国では、孫の育児に関わっていない祖父母たちと比べ、関わっている祖父母たちは、心臓病、高血圧、身体の痛みなど、健康状態の面が劣っている。身体的健康の問題とは別に、感情的な面でも、問題が生じやすい。より具体的には、幼い子どもたちの子育てに再び取り組むことは、ストレスの多い、圧倒されるような経験となることもあり、不安や抑うつといった、様々な否定的感情を生じさせる。身体的、感情的な諸問題に加え、孫たちの育児に関与している祖父母たちは、社会的にも問題を抱えやすい。孫たちの面倒を見るとなれば、例えば、社会活動への参加に使える時間は限られてくる。その結果、祖父母たちは、社会関係から隔離されて孤立化することになる。育児への参加は、より大きな責任を負うことも意味するが、祖父母たちは、自分たちの能力が衰えて面倒を見れなくなったり、自分たちが死んでしまった後の、孫たちの将来の幸福に、恐れをもつことになりがちである。もし、祖父母たちが育児の担い手としての役割を手際よく果たせなくなれば、それは重荷となり、ストレスの原因となって、ついには、より深刻な身体的健康や感情面の問題を招くことになる。
しかし、孫の育児への関与には、肯定的な効果もある。孫たちの子育てに関わっていない祖父母たちに比べ、長時間にわたり育児の関わっている祖父母たちは、認知能力が優っている。具体的には、孫の子育てをする高齢の祖父母たちは、高齢になっても精神面の能力を保ちやすく、認知症などの病気の進行も比較的少ない。さらに、孫との頻繁な接触は、認知能力における老化を遅らせ、より活き活きとした、活動的な人生を送る可能性を広げる。また、孫との接触は、身体を動かす機会となるという利点もある。
孫たちの子育てへの関与は、感情面の健康においても、祖父母たちに好ましい影響がある。例えば、多くの祖父母たちは、子育てによって退職後の人生に目的や意義を感じ始めるし、成人した自分の子どもたちとの絆も、孫たちとの絆も深められる。多くの祖父母たちは、孫たちを育児する経験を、かつて自分の子どもたちの育児のときにおかした失敗を取り戻し、孫たちにより良い教育の機会を与え、より良い形で子育てをする機会として、肯定的に捉えている。

## 様々な文化における祖父母の育児参加
祖父母の育児参加のあり方は、西洋と東洋の文化では違っている。中国では、祖父母が孫たちの面倒を見ることは一般的な現象であるが、これは家族の調和、集合的な幸福、世代間交流、孝行を強調する中国の伝統によるものである。中国独特の哲学としての仏教と道教は、こうした古典的な価値観を形成する上で重要な役割を果たした。中国仏教は、中国の社会における家族の役割の重要性と、家族内の調和的な関係を、特に強調し、道教は、人と人との人間関係や、自然と人の関係における、調和の重要性を強調する。こうした哲学が、中国文化において家族が果たす重要な役割を下支えしている。文化的な要因に加え、祖父母たちが孫たちの子育てをする背景には、孫たちの親である成人した自分の子どもたちが、フルタイムで働く必要があり、育児サービスが高価であったり（特に大都市において）、貧弱であったり（僻地などにおいて）するという事情もある。孫たちの世話をする祖父母たちは、特に中国の農村部では、ごく一般的である。1980年代以降に急速に進んだ中国の都市化によって、2億2千万人もの移住労働者が、仕事を求めて農村部から都市部へと流入したが、彼らは故郷に5800万人ほどの子どもたちを残しており、その子育ては、祖父母たちが親代わりとなって担っている。こうした祖父母たちは、新たに「留守祖父母」などと称され、中国の農村部に住み、主な仕事は育児で、その大部分は経済的重荷を抱え、成人した子どもたち（孫たちの親）の帰還を願っている。「留守祖父母」たちの精神的、身体的な健康については、社会からの関心を集める必要がある。育児サービスが提供されている都市部においても、ほとんどすべての祖父母たちは、自発的に孫たちの世話をすることを望んでいる。これには、保育サービスにかかる、成人した自分の子どもたちの経済的負担を軽減するという面もあるが、それだけではなく、自分の孫たちの世話をすることが家族の調和を目指す上で、より効率の良い方法だからである。
アメリカ合衆国では、孫の子育ては、祖父母の必須の責任ではない。孫の子育てをする祖父母たちは、何らかの望まれていなかった出来事なり、危機的な事情があってそうしているのであり、状況の解決策ではなく問題状況であって、そうしたいから希望してやっているわけではなく、中国とはまったく違っている。例えば、アメリカ合衆国の祖父母たちが孫の子育てに関与するのは、児童虐待や、投獄、死別など、なんらかの問題に直面したことが契機となることが多い。アメリカ合衆国の中でも、エスニック集団によって様々に異なる事情があり、白人は一般的に個人の独立を重視する考えが強く、祖父母が孫の面倒を見る率は低い。しかし、アフリカ系アメリカ人やラテン系アメリカ人は、祖父母による孫の育児を家族の伝統とする見方が強く、成人した子どもへの援助にも積極的である。孫たちの育児をする祖父母たちに見られる多様性は、それぞれのエスニック集団がもつ文化的価値観の違いを反映している。具体的には、アフリカ系アメリカ人の祖父母たちは、孫たちに何かの手ほどきをしたり、しつけをすることがよくあるが、その背景には親戚や、血縁関係はない身内が自発的に相互扶助に取り組む、アフリカ系特有の柔軟性の高い家族の仕組みがある。ラテン系の家族は、大勢が同居することを好み、また、多くが移民1世や2世であることもあって家族との頻繁な接触を保とうとし、同居する家族を単位として生活し、機能するので、ラテン系の文化における祖父母は、家族の中のリーダーとして家族の単位を安定させる役割を担っている。白人の祖父母たちは、直接に育児を担うことは少ないが、他のエスニック集団以上に子育てに対する強い責任感や身体的負担感をもっており、それは主として、育児者としての役割があまり規範的なものではなく、育児の形態がより距離をおいたものであったり、友愛に基づくものであることに由来している。これとは逆にアフリカ系やラテン系アメリカ人の祖父母たちは、より厳しくしつけ、指示を与えるような子どもへの接し方をし、孫たちの世話をする際に、認知的、身体的な負担感を覚えることは比較的少ない。

## 関連文献
- Coulthard, Carmen Caldas; Moon, Rosamund (2016). “Grandmother, gran, gangsta granny: semiotic representations of grandmotherhood”. Gender and Language (Equinox) 10 (3):  309–339. doi:10.1558/genl.v10i3.32036.